# إليشا تي. غاردنر
إليشا تي. غاردنر هو فلاح ومحامي وشخصية أعمال وسياسي أمريكي، ولد في 23 أبريل 1811 في Kittery, Maine ‏ في الولايات المتحدة، وتوفي في 3 فبراير 1879. نشط حزبياً في الحزب الديمقراطي والحزب الجمهوري. وقد انتخب عضو مجلس ولاية ويسكونسن ‏.